# Киргауилди
Киргауилди́ (каз. Қырғауылды) — село у складі Карасайського району Алматинської області Казахстану. Входить до складу Райимбецького сільського округу.
Населення — 8615 осіб (2021; 3642 у 2009, 2581 у 1999, 1167 у 1989).